# 대한민국 제19대 국회 후반기 의장단 선거
제19대 국회 후반기 의장단 선거는 2014년 5월 29일 실시되었다.
선거 결과 5선의 정의화 새누리당 의원이 국회의장에, 4선의 정갑윤 새누리당 의원과 5선의 이석현 새정치민주연합 의원이 국회부의장에 선출되었다.
정의화 의장은 부산에서 봉래병원의 병원장을 지낸 신경외과 의사 출신이었으므로, 정의화 의장은 대한민국 역사상 최초의 의사 출신 국회의장이었다. 또한 이석현 부의장은 결혼을 한 적이 없는 총각이었으므로, 이석현 부의장은 최초의 독신 국회부의장이 되었다.

## 선거 제도
국회의 의장 및 부의장은 국회의원들의 무기명 투표로 선출하되 만약 1차 투표 결과 재적 의원의 과반을 득표한 자가 없으면 2차 투표를 실시하고, 2차 투표에서도 과반 득표자가 나오지 않을 시 최고득표자와 차점자에 대하여 3차 결선 투표를 실시하되 이 경우 단순 다수 득표자를 당선자로 하도록 되어있었다.

## 배경
국회법에 따르면 국회의장단의 선거는 전반기 의장단의 임기가 만료되지 닷새 전인 5월 24일 치러져야 했으나, 세월호 국정조사 계획서 채택 등을 두고 여야 간 합의가 이뤄지지 못하여 연기되었다.
결국 새누리당과 새정치민주연합은 제19대 국회의 전반기 회기 마지막 날인 5월 29일 밤에야 본회의를 열고 세월호 국정조사 계획서와 국정감사 결과 보고서를 통과시켰으며, 국회의장·국회부의장 선거를 실시하였다.
특히 이 선거는 전반기 의장단의 임기가 종료되기 1시간 20분 정도 앞두고 실시되어, 20년만에 최초로 전반기 의장단의 퇴임과 후반기 의장단의 취임 사이에 공백이 없이 국회가 이어지게 되었다.

## 후보

### 국회의장 후보

#### 새누리당
새누리당의 국회의장 후보 경선에는 친박계의 황우여 의원과 친이계의 정의화 의원 등 두 명의 후보가 출마하였다. 황우여 후보는 경선 투표일 불과 일주일 전까지 새누리당의 당 대표였던 중진에다, 당의 절대 주류인 친박계의 리더 격이라는 점에서 당초 황우여 후보가 큰 표차로 승리할 것이라는 관측이 많았다. 그러나 5월 23일 의원총회에서 실시된 경선 결과는 충격적이게도 정의화 후보의 압도적인 승리였다. 이는 황우여 후보가 대표로 있던 동안 친박 일색의 새누리당 지도부가 일으킨 편파 공천 논란에 대한 반발심, 그리고 세월호 참사 이후 높아진 정치권의 혁신 여론 등이 작용한 결과로 보여졌다. 또한 황우여 후보가 19대 국회 내내 새누리당의 발목을 잡은 국회선진화법을 도입하는데 앞장선 인물이라는 점도 영향을 끼친 것으로 알려졌다.
| 후보     | 득표 | %     | 비고 |
| -------- | ---- | ----- | ---- |
| 정의화   | 101  | 68.71 | 낙선 |
| 황우여   | 46   | 31.29 | 당선 |
| 총투표수 | 147  | 100   |      |

### 국회부의장 후보

#### 새누리당
국회의장 후보 경선 직후에 치러진 국회부의장 후보 경선에는 친박계의 정갑윤 의원과 송광호 의원, 그리고 친이계의 심재철 의원이 출마하였으며, 그 결과 정갑윤 후보가 국회부의장 후보로 당선되었다. 이는 친이계가 의장직을 차지했으므로 국회부의장직은 친박계에 돌아가야 한다는 안배 여론이 작용한 것으로 분석되었다.
| 후보     | 1차 투표 | 1차 투표 | 결선 투표 | 결선 투표 | 비고 |
| 후보     | 득표     | %        | 득표      | %         | 비고 |
| -------- | -------- | -------- | --------- | --------- | ---- |
| 정갑윤   | 73       | 49.66    | 76        | 56.72     | 당선 |
| 송광호   | 49       | 33.33    | 57        | 42.54     |      |
| 심재철   | 24       | 16.33    | -         | -         |      |
| 무효     | 1        | 0.68     | 1         | 0.75      |      |
| 총투표수 | 147      | 100      | 134       | 100       |      |

#### 새정치민주연합
새정치민주연합의 국회부의장 후보 경선에는 동교동계 출신의 이석현 의원과 범친노계, 정세균계의 이미경 의원, 중도 성향의 김성곤 의원이 출마하였다.
이미경 후보는 여성 국회의장이 있는 나라가 40개, 여성 국회부의장이 있는 나라는 88개라며 한국 역시 여성 국회부의장을 선출할 때라고 주장하였다. 이석현 후보는 5월 8일 새정치민주연합 원내대표 경선에서 박영선 의원이 원내 교섭단체로써는 최초의 여성 원내대표로 선출된 것을 거론하며 당이 이미 여성 존중의 모습은 충분히 보여줬으며, 이번에는 계파 초월의 모습을 보여주기 위해 계파색이 옅은 자신을 부의장 후보로 선출해야 한다고 주장하였다. 김성곤 의원은 친노, 비노, 민주당계, 새정치연합계 등 당내 여러 세력을 아우를 수 있는 자신이 선출되어야 한다고 주장하였다.
새정치민주연합의 국회부의장 후보 경선은 5월 27일 의원총회에서 실시되었다. 투표 결과 이석현 의원이 국회부의장 후보로 선출되었다.
| 후보     | 득표 | %     | 비고 |
| -------- | ---- | ----- | ---- |
| 이석현   | 64   | 50.79 | 당선 |
| 이미경   | 46   | 36.51 |      |
| 김성곤   | 16   | 12.70 |      |
| 총투표수 | 126  | 100   |      |

## 선거 결과

### 국회의장 선거
부산광역시 중구·동구 지역구의 정의화 새누리당 의원이 당선되었다.
| 후보   | 소속           | 득표 | %    | 비고 |
| ------ | -------------- | ---- | ---- | ---- |
| 정의화 | 새누리당       | 207  | 71.9 | 당선 |
| 박병석 | 새정치민주연합 | 1    | 0.3  |      |
| 원혜영 | 새정치민주연합 | 1    | 0.3  |      |
| 이재오 | 새누리당       | 1    | 0.3  |      |
| 정갑윤 | 새누리당       | 1    | 0.3  |      |
| 황우여 | 새누리당       | 1    | 0.3  |      |
| 기권   | 기권           | 4    | 1.4  |      |
| 무효   | 무효           | 15   | 5.2  |      |
| 결석   | 결석           | 57   | 19.8 |      |
| 재적   | 재적           | 288  | 100  |      |

### 새누리당 몫 국회부의장 선거
울산광역시 중구 지역구의 정갑윤 새누리당 의원이 당선되었다.
| 후보   | 소속           | 득표 | %    | 비고 |
| ------ | -------------- | ---- | ---- | ---- |
| 정갑윤 | 새누리당       | 204  | 70.8 | 당선 |
| 이석현 | 새정치민주연합 | 2    | 0.7  |      |
| 기권   | 기권           | 2    | 0.7  |      |
| 무효   | 무효           | 10   | 3.5  |      |
| 결석   | 결석           | 70   | 24.3 |      |
| 재적   | 재적           | 288  | 100  |      |

### 새정치민주연합 몫 국회부의장 선거
경기도 안양시 동안구 갑 지역구의 이석현 새정치민주연합 의원이 당선되었다.
| 후보   | 소속           | 득표 | %    | 비고 |
| ------ | -------------- | ---- | ---- | ---- |
| 이석현 | 새정치민주연합 | 206  | 71.5 | 당선 |
| 이미경 | 새정치민주연합 | 2    | 0.7  |      |
| 김우남 | 새정치민주연합 | 1    | 0.3  |      |
| 이노근 | 새누리당       | 1    | 0.3  |      |
| 기권   | 기권           | 1    | 0.3  |      |
| 무효   | 무효           | 1    | 0.3  |      |
| 결석   | 결석           | 76   | 26.4 |      |
| 재적   | 재적           | 288  | 100  |      |